# Счастливый человек
«Счастливый человек» — советский чёрно-белый широкоэкранный художественный фильм, снятый в 1970 году режиссёром Игорем Добролюбовым на киностудии «Беларусьфильм».
Премьера фильма состоялась 19 октября 1970 года. Фильм посмотрело 13,6 млн зрителей.

## Сюжет
Никита и Дима влюблены в Олю. Никита женится на ней, несмотря на то, что Дима чувствует к Оле сильную привязанность. Несмотря на чувства, Дима понимает, что дружба важнее личных чувств.

## В ролях
- Вячеслав Захаров — Дима (главная роль)
- Виталий Коняев — Никита Захарович
- Эльвира Осипова — Оля Маслова
- Павел Кормунин — Дмитрий Петрович Маслов
- Валентина Владимирова — Анна Маслова
- Борис Гитин — Иван «Беззубый»
- И. Горбунов — эпизод
- Николай Ерёменко — шофёр
- Лариса Зайцева — эпизод
- Г. Загорский — эпизод
- Тамара Муженко — почтальон
- В. Пенкин — эпизод
- Лев Скворкин — сварщик
- Л. Середа — эпизод
- Фёдор Титаренко — эпизод
- Г. Фрид — эпизод
- Людмила Хитяева — старшая сестра Димы
- Юрий Шульга — мастер
- Андрей Конев — эпизод
- Людмила Тимофеева — женщина с коляской
- Арнольд Помазан — эпизод (нет в титрах)

## Съёмочная группа
- Автор сценария: Фёдор Конев
- Режиссёр-постановщик: Игорь Добролюбов
- Главный оператор: Дмитрий Зайцев
- Художник-постановщик: Вячеслав Кубарев
- Композитор: Рафаил Хозак
- Звукооператор: Семён Шухман
- Режиссёр: Л. Чижевская
- Оператор: Феликс Кучар
- Художник-гримёр: Л. Емельянов
- Художник по костюмам: Мария Беркович
- Монтажёр: Л. Кузмич
- Ассистенты режиссёра: Борис Берзнер, С. Тромбицкая
- Ассистенты оператора: С. Грязнов, Анатолий Иванов
- Ассистент художника: Игорь Романовский
- Дирижёр: Эмин Хачатурян
- Редактор: С. Поляков
- Директор картины: Леонид Щеглов